# Rosa Kellner
Rosina »Rosa« Kellner-Schimpfauer, nemška atletinja, * 21. januar 1910, München, Nemško cesarstvo, † 13. december 1984.
Nastopila je na poletnih olimpijskih igrah leta 1928 ter osvojila bronasto medaljo v štafeti 4x100 m. Z nemško štafeto je trikrat postavila svetovni rekord v štafeti 4 x 100 m, v letih 1928, 1929 in 1930.